# Salt and Pepper
Salt and Pepper (no Brasil, Uma Dupla em Ponto de Bala) é um filme de comédia do ano de 1968, estrelado por Sammy Davis Jr., Peter Lawford, Michael Bates, Ilona Rodgers e John Le Mesurier. O filme foi dirigido pelo diretor Richard Donner, que posteriormente dirigiu os sucessos como Superman e Máquina Mortífera. Este filme gerou uma sequência em 1970, com o nome One More Time, dirigido por Jerry Lewis.

## Sinopse
Chris Pepper (Lawford) e Charlie Salt (Davis) são proprietários de uma boate em Swinging London, supervisionado sob o olhar desconfiado do intrépido Inspetor Crabbe.
Uma noite, Pepper encontra uma garota asiática caída no chão do clube. Achando que ela está apenas bêbada ou drogada, ele tenta marcar um encontro com ela e pensa que ela responde ao seu convite. No entanto a garota está morrendo, e as últimas palavras da menina, é a chave para descobrir os motivos de uma conspiração para derrubar o governo britânico, colocando os azarados Salt e Pepper, no meio dessa situação.[carece de fontes?]

## Elenco
- Sammy Davis Jr. como Charles Salt
- Peter Lawford como Christopher Pepper
- Michael Bates como Inspector Crabbe
- Ilona Rodgers como Marianne Renaud
- John Le Mesurier como Colonel Woodstock
- Graham Stark como Sergeant Walters
- Ernest Clark como Colonel Balsom
- Jeanne Roland como Mai Ling
- Robert Dorning como Club Secretary
- Robertson Hare como Dove
- Geoffrey Lumsden como Foreign Secretary
- William Mervyn como Prime Minister
- Llewellyn Rees como 'Fake' Prime Minister
- Mark Singleton como 'Fake' Home Secretary
- Michael Trubshawe como 'Fake' First Lord
- Francesca Tu como Tsai Chan
- Oliver MacGreevy como Rack
- Peter Hutchins como Straw
- Jeremy Lloyd como Lord Ponsonby

## Ligações externos
- Salt and Pepper - allmovie